# Montagu George North Stopford
Sir Montagu George North Stopford, britanski general, * 1892, † 1971.